# Turbicellepora avicularis.
Turbicellepora avicularis. är en mossdjursart som först beskrevs av Walter Douglas Hincks 1860.  Turbicellepora avicularis. ingår i släktet Turbicellepora och familjen Celleporidae. Inga underarter finns listade i Catalogue of Life.